# 仙波さとみ
仙波 さとみ（せんば さとみ、1963年8月28日 - ）は、日本のベーシスト・作曲家。血液型はA型。SHOW-YAのメンバー。

## 来歴
- 1985年 - SHOW-YAの「素敵にダンシング (Coke Is It)」でメジャー・デビュー。
- 1997年 - 中村美紀らと「ミレニアム・イブ」としての活動を行う。
- 1998年 - SHOW-YA解散。
- 2005年6月  - ボーカルの寺田恵子の呼びかけでSHOW-YAを再結成。

## サウンドの特徴
SHOW-YAでの作曲では、角田美喜との共作が多いが、秋元康作詞の「もうフレンドはいらない」は単独での作曲であり、ギターのパートではヘヴィメタルを強く意識するためにやや細かくすることが多い。

## 参加作品
1997年7月24日発売のトリビュート・アルバム「西城秀樹ROCKトリビュート」にミレニアム・イブとして「ギャランドゥ」歌唱参加。